# Konjeniški korpus Berndt/Herberstein/Lehmann
Konjeniški korpus Berndt/Herberstein/Lehmann (izvirno nemško Kavallerie-Korps Berndt/Herberstein/Lehmann) je bil konjeniški korpus avstro-ogrske kopenske vojske, ki je bil aktiven med prvo svetovno vojno.

## Zgodovina
Korpus je obstajal med septembrom 1915 in januarjem 1916, ko je bil razpuščen.

## Poveljstvo
Poveljniki
- Otto Berndt: september 1915
- Herbert zu Herberstein: september - november 1915
- Georg von Lehmann: november 1915 - januar 1916

Načelniki štaba
- Franz Heinz von Roodenfels: september - januar 1916